# Sybra posticalis
Sybra posticalis är en skalbaggsart som först beskrevs av Francis Polkinghorne Pascoe 1858.  Sybra posticalis ingår i släktet Sybra och familjen långhorningar. Inga underarter finns listade i Catalogue of Life.